# O Fantasma
O Fantasma je portugalský hraný film z roku 2000, který režíroval João Pedro Rodrigues. Film zachycuje život mladého popeláře. Snímek měl světovou premiéru na Filmovém festivalu v Benátkách 23. října 2000.

## Děj
Mladík Sérgio pracuje jako popelář na noční směně v Lisabonu. Jeho kolegyně v práci Fátima má o něj zájem, ale Sergio raději vyhledává po městě jednorázové vztahy s muži. Jednou potká motorkáře João, kterého začne tajně sledovat. Ten však o Sérgia nejeví žádný zájem. Jeho posedlost dojde tak daleko, že se Sérgio k němu vloupe do domu.

## Obsazení
| Ricardo Meneses   | Sérgio   |
| Beatriz Torcato   | Fátima   |
| Andre Barbosa     | João     |
| Eurico Vieira     | Virgilio |
| Joaquim Oliveira  | Mario    |
| Florindo Lourenço | Matos    |